# (200328) 2000 GN70
(200328) 2000 GN70 es un asteroide perteneciente al cinturón de asteroides descubierto el 5 de abril de 2000 por el equipo del Lincoln Near-Earth Asteroid Research desde el Laboratorio Lincoln, Socorro, Nuevo México, Estados Unidos.

## Designación y nombre
Designado provisionalmente como 2000 GN70.

## Características orbitales
2000 GN70 está situado a una distancia media del Sol de 2,262 ua, pudiendo alejarse hasta 2,683 ua y acercarse hasta 1,842 ua. Su excentricidad es 0,185 y la inclinación orbital 8,069 grados. Emplea 1243,37 días en completar una órbita alrededor del Sol.

## Características físicas
La magnitud absoluta de 2000 GN70 es 16,5. 